# Les Pas
Pour les articles homonymes, voir Pas.
Les Pas est une ancienne commune française du département de la Manche et la région Normandie, associée à Pontorson du 1er janvier 1973 au 31 décembre 2015, puis intégrée définitivement à la commune déléguée de Pontorson.

## Géographie
| Beauvoir                                     | Ardevon (comm. nouv. de Pontorson) | Ardevon (comm. nouv. de Pontorson) |
| Beauvoir, Moidrey (comm. nouv. de Pontorson) | Les Pas                            | Tanis                              |
| Moidrey (comm. nouv. de Pontorson)           | Moidrey (comm. nouv. de Pontorson) | Curey (comm. nouv. de Pontorson)   |

## Toponymie
Le nom de la localité est attesté sous la forme Espas en 1425.
Le toponyme serait issu du latin passus, « passage », « défilé » et serait, d'après François de Beaurepaire, lié à la position du site par rapport au mont Saint-Michel.

## Histoire
Les Pas se situait sur le passage de la voie romaine Corriallo-Condate (Cherbourg-Rennes par Avranches) et de la voie montoise Queminum-Montensem (de Saint-James au Mont-Saint-Michel.
Au cours de la guerre de Cent Ans, les Anglais construisirent aux Pas, durant le blocus du Mont-Saint-Michel, une bastille, dont il ne subsiste que le nom du champ où elle était bâtie.
Un L. des Pas (le jeune) et G. des Pas (l'aîné) figurent dans la liste des 119 chevaliers, défenseurs du Mont-Saint-Michel en 1434. En 1593, Jean de La Noë de la Bastille, écuyer, seigneur de la Bastille, fut anoblie par Henri IV pour services rendus.
En 1973, Pontorson (3 538 habitants en 1968) absorbe Ardevon (265 habitants à la même date), Beauvoir (433 habitants), Boucey (616 habitants), Cormeray (78 habitants), Curey (193 habitants), Moidrey (194 habitants) et Les Pas (189 habitants), qui ont toutes gardé le statut de communes associées. L'ensemble forme ainsi un grand Pontorson (une augmentation de 55 % de population) qui occupe l’extrémité ouest du département de la Manche sous la commune du Mont-Saint-Michel.
Le 1er janvier 1989, la commune de Beauvoir reprend cependant son autonomie.
Le 1er janvier 2016, Pontorson forme une commune nouvelle avec Macey et Vessey et les communes associées sont supprimées de plein droit.

## Administration

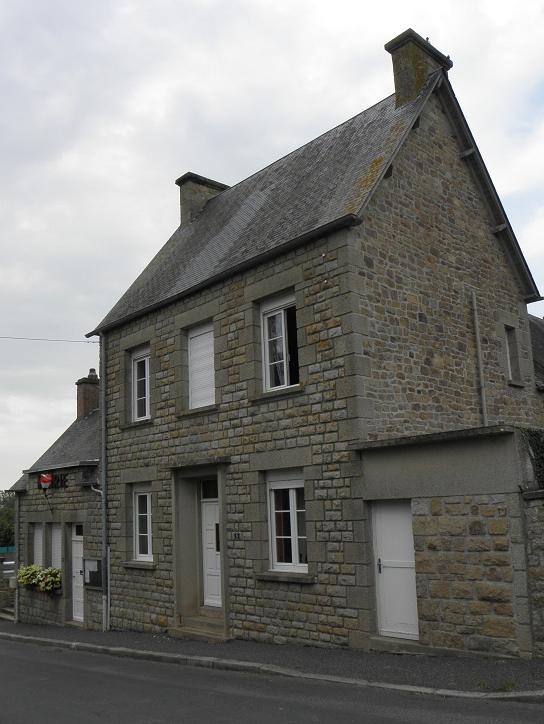
La mairie annexe.

| Période   | Période       | Identité            | Étiquette | Qualité        |
| --------- | ------------- | ------------------- | --------- | -------------- |
| 1973      | 1977          | Auguste Manneheult  |           |                |
| 1977      | mars 2008     | Victor Sanson       |           |                |
| mars 2008 | mars 2014     | Marie-Aude Chaumont | SE        | Aide-soignante |
| mars 2014 | décembre 2015 | Vincent Delamarche  |           |                |

| Période | Période | Identité           | Étiquette | Qualité |
| ------- | ------- | ------------------ | --------- | ------- |
| 1945    | 1962    | François Théault   |           |         |
| 1962    | 1973    | Auguste Manneheult |           |         |

## Démographie
Les Pas a compté jusqu'à 416 habitants en 1836.
| 1793 | 1800 | 1806 | 1821 | 1831 | 1836 | 1841 | 1846 |
| ---- | ---- | ---- | ---- | ---- | ---- | ---- | ---- |
| 926  | 314  | 356  | 361  | 387  | 416  | 414  | 404  |

| 1851 | 1856 | 1861 | 1866 | 1872 | 1876 | 1881 | 1886 |
| ---- | ---- | ---- | ---- | ---- | ---- | ---- | ---- |
| 390  | 365  | 346  | 369  | 339  | 326  | 298  | 273  |

| 1891 | 1896 | 1901 | 1906 | 1911 | 1921 | 1926 | 1931 |
| ---- | ---- | ---- | ---- | ---- | ---- | ---- | ---- |
| 250  | 245  | 233  | 227  | 199  | 187  | 202  | 198  |

| 1936 | 1946 | 1954 | 1962 | 1968 | 2006 | 2009 | 2013 |
| ---- | ---- | ---- | ---- | ---- | ---- | ---- | ---- |
| 185  | 216  | 216  | 211  | 189  | 128  | 108  | 87   |

## Lieux et monuments
- Église Saint-Martin (XVIIe – XVIIIe siècles). Elle abrite un maître-autel (XIXe), des autels latéraux nord et sud (XVIIe), un banc seigneurial armorié  (XVIIe), une chaire à prêcher (XVIIIe), un confessionnal (XVIIIe). À l'extérieur ancienne cuve baptismale en granit[3].
- Croix de chemin (XIXe siècle).
- Croix de cimetière (XVIIe siècle).
- Vestiges des moulins à vent de la Corcane, de la butte du Bel-Air et du Mont Leval.